# Федеральный административный суд Германии

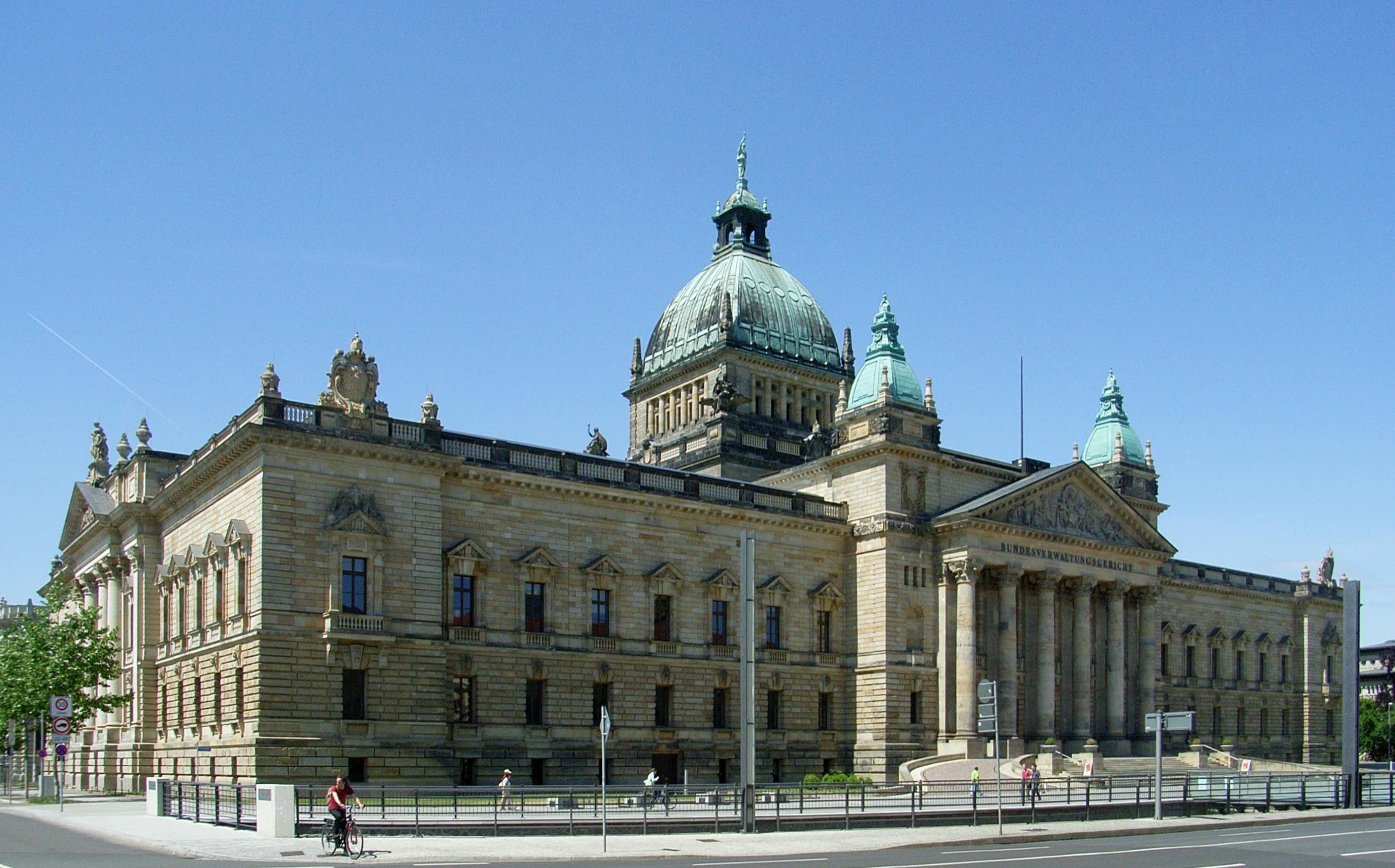
Главный фасад здания суда

Федеральный административный суд Германии (нем. Bundesverwaltungsgericht, сокр. BVerwG) — в Германии высшая судебная инстанция административной юрисдикции. Создан в соответствии с абз. 1 ст. 95 Основного закона ФРГ в 1952 году. 
При осуществлении своей компетенции суд независим, но в административно-техническом плане суд (как и другие высшие суды Германии, за исключением ФКС) подчиняется Федеральному министерству юстиции, которое осуществляет надзор за его деятельностью.

## Состав
Состоит из председателя (präsident) (с 1 июля 2014 года — Клаус Реннерт), заместителя председателя (vizepräsident) (с 2019 года — Андреас Корбмахер), председательствующих судей (vorsitzender richter) (до 1970-х гг. — председателей судебных составов (senatspräsident)) и судей. В настоящее время Федеральный административный суд ФРГ состоит из 59 судей.

## Судебные составы
- 1-й ревизионный судебный состав (1. Revisionssenat);
- 2-й ревизионный судебный состав (2. Revisionssenat);
- 3-й ревизионный судебный состав (3. Revisionssenat);
- 4-й ревизионный судебный состав (4. Revisionssenat);
- 5-й ревизионный судебный состав (5. Revisionssenat).

## Председатели
- Людвиг Фреге (1953-1954);
- Ханс Эгиди (1955-1958);
- Фриц Вернер (1958-1969);
- Вольфганг Цайдлер (1970-1975);
- Вальтер Фюрст (1976-1980);
- Хорст Зендлер (1980-1991);
- Эверхардт Франсен (1991-2002);
- Эккард Хин (2002-2007);
- Марион Эккерц-Хёфер (2007-2014);
- Клаус Реннерт (2014-2021);
- Андреас Корбмахер (с 2022 года).

## Резиденция
Местопребыванием суда с 26 августа 2002 года является город Лейпциг. Для этих целей было приспособлено бывшее здание Имперского суда.